# 贊迪爾·恩德洛武
贊迪爾·恩德洛武（英語：Zandile Ndhlovu，1998年8月25日—）是一位來自南非的保育人士、社會運動者及電影製作人，是南非第一位非裔女性自由潛水教練。她是黑美人魚基金會的創始人。2023年11月，恩德洛武被提名於BBC巾幗百名。

## 生平
恩德洛武在內陸毗鄰約翰內斯堡的索維托鎮成長。她在年幼時從未去過游泳池或學習游泳，直到十一歲時，她進入一所多種族學校。她曾是一名專注於平等、多樣性和包容性的顧問。她對海洋的熱愛，源自於她在印尼峇里島體驗首次浮潛後開始發展的。瀏覽Instagram時，她發現了自由潛水，並取得了水肺潛水教練資格。 恩德洛武成為南非首位黑人女性潛水教練，並被親切地稱為“黑美人魚”。2020年，她創立了「黑美人魚基金會」，靠近開普敦的蘭加(Langa)市，她開始與一個社區團體合作，教導他們如何在水中游泳及浮潛，並讓他們理解塑膠汙染對於野生動物的影響。

## 獲獎榮譽
- 開普聯合商場冒險電影挑戰賽 新進電影製作人類別 獲獎者[4]
- 2021年PADI火炬者獎
- Tedx演講者rchbearer Award 2021 (PADI)
- Tedx Speaker[5]
- 2021年Jackson Wild電影製作獎學金獲得者[6]
- 可樂娜啤酒原創影片《自由放養人類：自然在呼喚》專訪[7]
- 2023年10月肯亞航空機上雜誌《MSAFIRI》封面報導[8]
- 2023年BBC巾幗百名[9]